# Casa de la Familia Gushee
La casa de la Familia Gushee es una casa histórica ubicada en 2868 Sennebec Road, en Appleton (Maine), Estados Unidos. Construida alrededor de 1833 y remodelada en 1891, es una antigua granja rural de Maine bien conservada, con un marco de entrada principal bien conservado que es inusualmente elaborado para la escala de la casa, pero también es común a otras casas de la época. La casa fue incluida en el Registro Nacional de Lugares Históricos en 1998 y su número de referencia es 98001235.
La casa figura en el inventario de sitios importantes de la Comisión de Preservación Histórica de Maine.

## Descripción e historia
La casa Gushee se encuentra en el lado suroeste de Sennebec Road, en el pueblo de Appleton, justo al sur de la biblioteca pública local. Los períodos más importantes y significativos de la casa datan de 1833, 1849 y entre 1875-1899. Se trata de una estructura de madera estilo Cape que se compone de un tejado a dos aguas, con revestimiento de listones de madera y cimientos de granito. Está conectado a un granero del siglo XIX, que se encuentra sobre una base de hormigón. El bloque principal de la casa tiene cinco bahías de ancho, con dos ventanas de guillotina colocadas a cada lado de una entrada principal inusualmente elaborada. La entrada consta de una puerta de seis paneles, flanqueada por ventanas laterales de medio cuerpo y rematada por una lumbrera semiovalada. Este conjunto está enmarcado por pilastras apoyadas sobre plintos, que se levantan para sostener un amplio entablamento y cornisa. El interior de la casa tiene un plano típico de chimenea central, con un estilo de renacimiento federal y neogriego bien conservado.
En general, se cree que la casa se construyó en 1833, año en que Almond Gushee, Jr., copropietaria de un molino local, se casó con Elvira Drake. La casa permaneció en la familia Gushee hasta la década de 1960 y fue ampliada y actualizada en la década de 1890 por Francis Gushee. La entrada principal, es una de varias entradas casi idénticas encontradas en otras casas de la época en Appleton y algunas comunidades vecinas. La información sobre el diseñador o los diseñadores oficiales de la casa permanece en el anonimato.